# شعب الحجرة (بعدان)

تعديل مصدري - تعديل

شعب الحجرة محلة تابعة لقرية الحجيلي، التابعة لعزلة حيسان بمديرية بعدان إحدى مديريات محافظة إب في الجمهورية اليمنية، بلغ تعداد سكانها 25 حسب تعداد اليمن لعام 2004.